# Нившера
Нившера (на руски: Нившера) е река в Република Коми на Русия, ляв приток на Вишера (десен приток на Вичегда, десен приток на Северна Двина). Дължина 215 km. Площ на водосборния басейн 4250 km².
Река Нившера води началото си на 155 m н.в., във възвишението Очпарма, простиращо се в южната част на обширното Тиманското възвишение. Тече в южно направление (в най-долното течение на запад) в широка и плитка заблатена долина, в която силно меандрира. Влива се отляво в река Вишера (десен приток на Вичегда, десен приток на Северна Двина), при нейния 58 km, на 93 m н.в., при село Богородск, в южната част на Република Коми. Основни притоци: леви – Оч (65 km), Потю (75 km), Лопю (53 km), Одю (69 km), Лимва (105 km). Има смесено подхранване с преобладаване на снежното. Среден годишен отток на 25 km от устието 42 m³/s. Замръзва в началото на ноември, а се размразява в началото на май, когато е и нейното пълноводие. Плавателна е за плиткогазещи съдове на 55 km от устието си, до село Нившера. По течението ѝ са разположени 5 малки села Алексеевка, Нившера, Ивановка, Троицк и Пасвомин.